# Hortus Musicus (Ensemble)

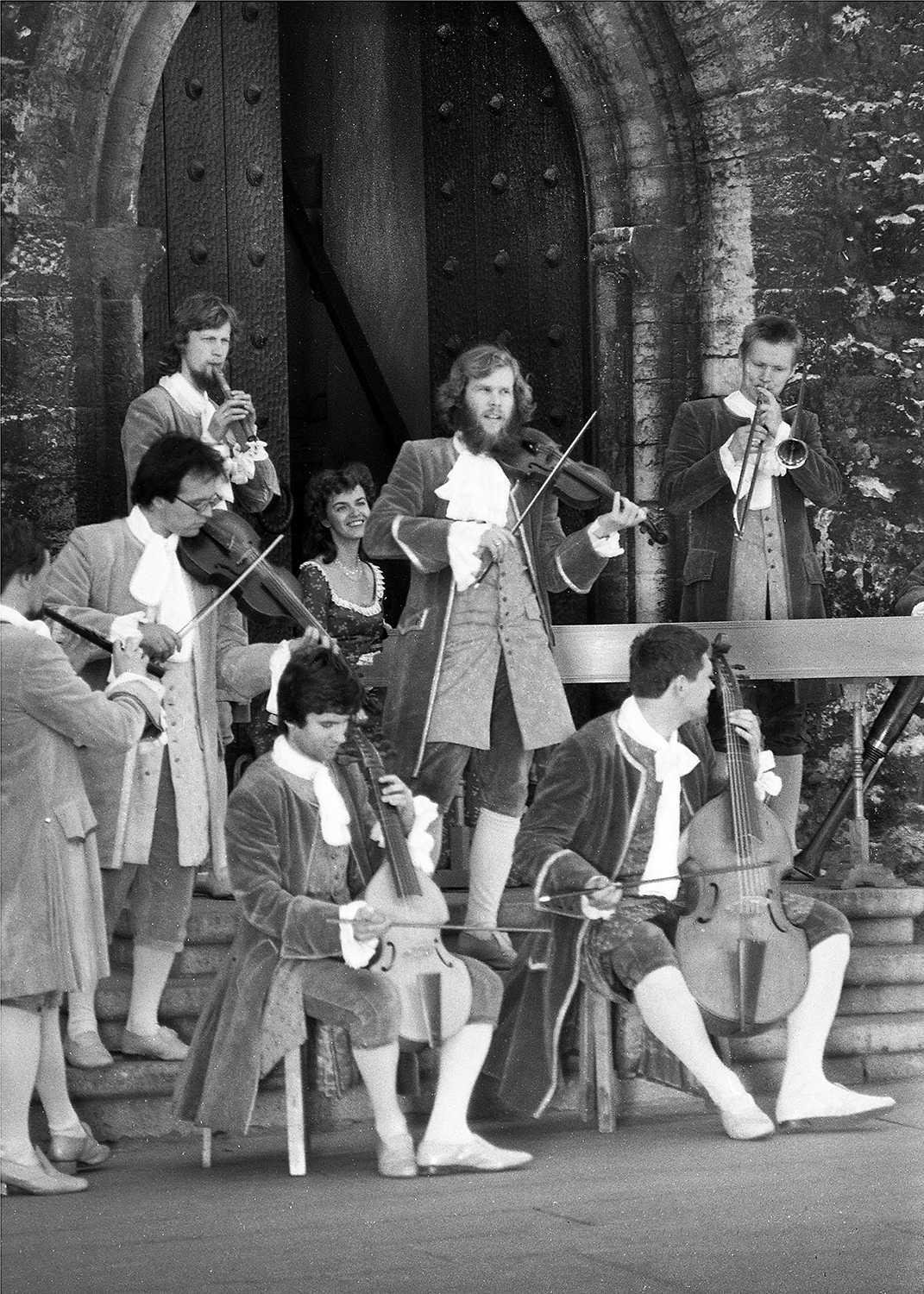
Auftritt von Hortus Musicus in der Tallinner Altstadt, 1985

Hortus Musicus ist ein 1972 gegründetes estnisches Musikensemble, das sich auf Alte Musik spezialisiert hat.

## Geschichte
Das Ensemble wurde von Andres Mustonen begründet, der im selben Jahr das Musikgymnasium in Tallinn abgeschlossen hatte. Bis heute ist er künstlerischer Leiter und Dirigent des weit über die Grenzen Estlands hinaus bekannten Ensembles.
Hortus Musicus deckt in seinem Repertoire die gesamte Bandbreite der Alten Musik vom Mittelalter bis zum Barock ab. Darüber hinaus widmet es sich auch zeitgenössischen estnischen Komponisten wie Peeter Vähi oder Arvo Pärt. Letzterer hat einige Stücke eigens für das Ensemble bzw. Andres Mustonen komponiert („Arbos“, „An den Wassern zu Babel“). Hortus Musicus ist auf zahlreichen Musikfestivals in Europa, den Vereinigten Staaten, Japan und Israel aufgetreten.

## Besetzung
- Andres Mustonen – Künstlerischer Leiter, Violine
- Olev Ainomäe – Schalmei, Blockflöte
- Imre Eenma – Violone
- Valter Jürgenson – Posaune
- Tõnis Kaumann – Bariton, Schlaginstrumente
- Tõnis Kuurme – Dulzian, Rauschpfeife, Blockflöte
- Riho Ridbeck – Bass, Schlaginstrumente
- Ivo Sillamaa – Cembalo, Orgel
- Anto Õnnis – Tenor, Schlaginstrumente
- Taavo Remmel – Kontrabass
- Robert Staak – Technische Unterstützung

## Auszeichnungen
- 1987 Verdientes Ensemble der ESSR
- 2002 Jahrespreis des Estnischen Kulturkapitals

## Diskografie (Auswahl)

### Schallplatten
des Labels Melodija der Sowjetunion
- 1975 – Gregorianischer Gesang / Frühe Polyphonie (Tausend Jahre Musik, Teil 1) (Melodija, S10-06499-00)
- 1975 – Ludus Danielis (Tausend Jahre Musik, Teil 2) (Melodija, S10 07015-16)
- 1977 – Italienische säkulare Musik des 14. Jh.s (Melodija, S10 07933-34)
- 1977 – Francesco Landini: Ballate, madrigali, caccia (Melodija, S10 07935-36)
- 1979 – Französische säkulare Musik des 16. Jh.s (Melodija, S10 14027-28)
- 1979 – Säkulare Musik 12. –14. Jh. LP1: Frankreich (Melodija, S10-15085-86)
- 1979 – Säkulare Musik 12. –14. Jh. LP2: Italien (Melodija, S10-15087-88)
- 1982 – Italienische Musik des 16. und 17. Jh.s. (Melodija, S10 19277-78)
- 1983 – Aus jugoslawischen Manuskripten des 10. – 12. Jh.s. (Melodija, S10 19383-84)
- 1984 – Französische Musik des 16. und 17. Jh.s.  (Melodija, S10 20873-74) (LP)
- 1985 – Adriano Banchieri: "La Pazzia Senile", 1607. (Melodija, S10 21697-98)
- 1986 – Suite from The Louvain Collection Of Dances (Melodija, S10 24423-24)
- 1986 – Guillaume Dufay / Gilles Binchois (Melodija, S10 24851-52)
- 1987 – Kroatische Musik des 11. – 14. Jh.s. (Melodija, S10 25089-90)
- 1988 – Tanzmusik des Frühbarock aus Deutschland (Melodija, S10 28029-30)
- 1988 – Italienische Tänze des 14. Jh.s / Das liturgische Drama Tractus stellae (Melodija, S10 28697-98)

### CDs
- 1994 – Gregorianische Choräle (Erdenklang 40712)
- 1989 – Musik över Östersjön / Music across the Baltic (Musica Sveciae MSCD 302)
- 1991 – Vasakungarnas hov (The Royal Court of the Vasa Kings) (Musica Sveciae MSCD 202)
- 1994 – Johann Valentin Meder: Matthäus Passion 1700 (Hortus Musicus, Teil 1) (Forte Classical FD 0006/2)
- 1995 – Vuestros Amores, He Señora (Erdenklang 50792)
- 1996 – Ave... (Erdenklang 61142)
- 1997 – Maypole (Erdenklang 70982)
- 2005 – Ave... (Estonian Record Productions 805)
- 2018 – Jerusalem (Estonian Record Productions 10318
- 2018 – canto:) (Estonian Record Productions 10518)
- 2020 – Messe de... Carmina Burana (Estonian Record Productions 11720)

### Aufnahmen moderner Komponisten
- 1995 – Peeter Vähi: 2000 Years After the Birth of Christ (mit Kaia Urb, The "Bad" Orchestra etc.) (Antes Edition Classics BM-CD 31.9059)
- 1997 – Peeter Vähi: To His Highness Salvador D. (mit Ivo Sillamaa, Camerata Tallinn etc.) (Antes Edition Classics BM CD 31.9086)
- 1998 – René Eespere: Concerto Ritornello, Flute Concerto, Viola Concerto (mit Ülo Kaadu, Maano Männi, Neeme Punder, Jouko Mansnerus) (Antes Edition Classics BM-CD 31.9129)
- 2003 – Eesti heliloojad / Estonian Composers (III): works by Galina Grigorjeva and Lepo Sumera (ER – Eesti Raadio ERCD 045)
- 2011 – Early Music of 3rd Millennium Pärt, Tüür, Vähi. Silvestrov, Kancheli, Knaifel (Estonian Record Productions 4611)
- 2020 – Hommage à brillance de Lune (Estonian Record Productions 11920)